# Cyclisme aux Jeux panaméricains de 2011
Navigation
Jeux panaméricains de 2007 Jeux panaméricains de 2015
Les compétitions de cyclisme des Jeux panaméricains de 2011 se déroulent du 15 au 22 octobre à Guadalajara, Mexique.

## Podiums hommes

### Courses sur route
| Compétitions                 | Or                                  | Argent                  | Bronze               |
| ---------------------------- | ----------------------------------- | ----------------------- | -------------------- |
| Course en ligne individuelle | Marc de Maar Antilles néerlandaises | Miguel Ubeto Venezuela  | Arnold Alcolea Cuba  |
| Contre-la-montre individuel  | Marlon Pérez Colombie               | Matías Médici Argentine | Carlos Oyarzún Chili |

### Courses sur piste
5 épreuves sont au programme du 17 au 20 octobre.
| Compétitions          | Or                                                                  | Argent                                                                        | Bronze                                                                    |
| --------------------- | ------------------------------------------------------------------- | ----------------------------------------------------------------------------- | ------------------------------------------------------------------------- |
| Keirin                | Fabián Puerta Colombie                                              | Hersony Canelón Venezuela                                                     | Leandro Bottasso Argentine                                                |
| Vitesse               | Hersony Canelón Venezuela                                           | Fabián Puerta Colombie                                                        | Njisane Phillip Trinité-et-Tobago                                         |
| Vitesse par équipes   | Venezuela César Marcano Ángel Pulgar Hersony Canelón                | États-Unis Dean Tracy Jimmy Watkins Michael Blatchford                        | Colombie Fabián Puerta Cristian Tamayo Jonathan Marín                     |
| Poursuite par équipes | Colombie Juan Esteban Arango Weimar Roldán Arles Castro Edwin Ávila | Chili Antonio Cabrera Gonzalo Miranda Pablo Seisdedos Luis Fernando Sepúlveda | Argentine Maximiliano Almada Marcos Crespo Walter Pérez Eduardo Sepúlveda |
| Omnium                | Juan Esteban Arango Colombie                                        | Luis Mansilla Chili                                                           | Walter Pérez Argentine                                                    |

### VTT
| Compétitions  | Or                     | Argent                     | Bronze                     |
| ------------- | ---------------------- | -------------------------- | -------------------------- |
| Cross-country | Leonardo Páez Colombie | Maximillian Plaxton Canada | Jeremiah Bishop États-Unis |

### BMX
| Compétitions | Or                       | Argent                   | Bronze                  |
| ------------ | ------------------------ | ------------------------ | ----------------------- |
| BMX          | Connor Fields États-Unis | Nicholas Long États-Unis | Andrés Jiménez Colombie |

## Podiums femmes

### Courses sur route
| Compétitions                 | Or                         | Argent                 | Bronze                  |
| ---------------------------- | -------------------------- | ---------------------- | ----------------------- |
| Course en ligne individuelle | Arlenis Sierra Cuba        | Yumari González Cuba   | Yudelmis Domínguez Cuba |
| Contre-la-montre individuel  | María Luisa Calle Colombie | Evelyn García Salvador | Laura Brown Canada      |

### Courses sur piste
5 épreuves sont au programme du 17 au 20 octobre.
| Compétitions          | Or                                                  | Argent                                                   | Bronze                                                 |
| --------------------- | --------------------------------------------------- | -------------------------------------------------------- | ------------------------------------------------------ |
| Keirin                | Daniela Larreal Venezuela                           | Daniela Gaxiola Mexique                                  | Dana Feiss États-Unis                                  |
| Vitesse               | Lisandra Guerra Cuba                                | Daniela Larreal Venezuela                                | Diana García Colombie                                  |
| Vitesse par équipes   | Venezuela Daniela Larreal María Esthela Vilera      | Colombie Diana García Juliana Gaviria                    | Mexique Nancy Contreras Daniela Gaxiola                |
| Poursuite par équipes | Canada Laura Brown Stephanie Roorda Jasmin Glaesser | Cuba Yudelmis Domínguez Yumari González Dalila Rodríguez | Colombie María Luisa Calle Lorena Vargas Serika Gulumá |
| Omnium                | Angie González Venezuela                            | Sofía Arreola Mexique                                    | Marlies Mejías Cuba                                    |

### VTT
| Compétitions  | Or                         | Argent                 | Bronze                     |
| ------------- | -------------------------- | ---------------------- | -------------------------- |
| Cross-country | Heather Irmiger États-Unis | Lorenza Morfín Mexique | Amanda Mae-Ling Sin Canada |

### BMX
| Compétitions | Or                     | Argent                    | Bronze                  |
| ------------ | ---------------------- | ------------------------- | ----------------------- |
| BMX          | Mariana Pajón Colombie | Arielle Martin États-Unis | Gabriela Díaz Argentine |

## Tableau des médailles
| #     | Pays                   |    |    |    | Total |
| ----- | ---------------------- | -- | -- | -- | ----- |
| 1.    | Colombie               | 7  | 2  | 4  | 13    |
| 2.    | Venezuela              | 5  | 3  | 0  | 8     |
| 3.    | Cuba                   | 2  | 2  | 3  | 7     |
| 4.    | États-Unis             | 1  | 4  | 2  | 7     |
| 5.    | Mexique                | 1  | 2  | 1  | 4     |
| 6.    | Canada                 | 1  | 1  | 2  | 4     |
| 7.    | Antilles néerlandaises | 1  | 0  | 0  | 1     |
| 8.    | Chili                  | 0  | 2  | 1  | 3     |
| 9.    | Argentine              | 0  | 1  | 4  | 5     |
| 10.   | Salvador               | 0  | 1  | 0  | 1     |
| 11.   | Trinité-et-Tobago      | 0  | 0  | 1  | 1     |
| Total | Total                  | 18 | 18 | 18 | 54    |

## Sources
- (es) Site Officiel
- (en) Site Officiel